# 能成寺 (甲府市)
能成寺（のうじょうじ）は、山梨県甲府市にある臨済宗妙心寺派の寺院。山号は定林山。本尊は釈迦如来。甲府五山のひとつ。
甲府盆地の北縁、市街地に隣接した愛宕山の東麓に位置する。

## 歴史
『甲斐国志』に拠れば、能成寺は南北朝時代の貞和年間に、業海本浄を開山、甲斐国守護・武田信守（能成寺殿）を開祖として、現在の笛吹市八代町に創建されたという。業海本浄は臨済宗幻住派の僧で晩年に天目山棲雲寺を開いた人物である
戦国時代には甲斐守護・武田晴信（信玄）により、いずれも臨済宗妙心寺派寺院で構成される甲府五山の一つに定められる。能成寺は信玄により甲府城下の西青沼（現在の甲府市宝）に移され、さらに武田氏の滅亡を経て近世初頭には文禄年間（1592年 - 1595年）に現在地へ移されたと伝えられている。
嘉永4年（1851年）及び、昭和20年（1945年）の甲府空襲により伽藍を2度焼失するが、その都度再建され、現在では本堂、書院、庫裏を有している。
寺宝として、信玄公制札や寺領安堵、禁制など中近世の文書（能成寺文書）が残されている。
また、甲斐百八霊場五十七番札所ともなっている。

## 所在地
山梨県甲府市東光寺町2153